# Guarea inesiana
Guarea inesiana är en tvåhjärtbladig växtart som beskrevs av Al.Rodr.. Guarea inesiana ingår i släktet Guarea och familjen Meliaceae. Inga underarter finns listade i Catalogue of Life.